# Kent Johanssen
Kent Johanssen, norveški smučarski skakalec, * 30. junij 1970. 
V svetovnem pokalu je tekmoval od leta 1989 do 1997. Leta 1989 je postal mladinski svetovni prvak.
V sezoni 1988/89 je osvojil edine stopničke v svetovnem pokalu, bil je drugi v Planici. 
Na svetovnem prvenstvu v Val di Fiemmu leta 1991 je na mali skakalnici osvojil srebrno medaljo.